# Gunung Doh
Gunung Doh is een bestuurslaag in het regentschap Tanggamus van de provincie Lampung, Indonesië. Gunung Doh telt 4125 inwoners (volkstelling 2010).